# Real Club Celta de Vigo (femenino)
As Celtas es la sección de fútbol femenino del Real Club Celta de Vigo, que disputará su primera temporada en Tercera Federación.

## Historia
El 4 de mayo de 2024 se anunció que el RC Celta y la Unión Deportiva Mos se unirían con el fin de crear una sección de fútbol femenino para competir por primera vez durante la temporada 2024-25 en Tercera Federación, cuarta categoría del sistema de ligas de fútbol de España. Esta sección del club tendrá una cantera propia que contará con equipos infantil, cadete y filial. El 9 de mayo se dio a conocer que el equipo recibirá el nombre de As Celtas. El primer fichaje del equipo fue la delantera Ana Toubes, anunciado el 18 de junio de 2024.
El primer partido de la historia del equipo se disputó el 8 de septiembre de 2024 en el Estadio de Balaídos, acabando en victoria de 2-0 para As Celtas. El primer gol histórico fue anotado por la venezolana Camila Pescatore, seguido por el gol de Ana Toubes.
| Temporada | Categoría     | Puesto | Copa | Notas                                                             |
| --------- | ------------- | ------ | ---- | ----------------------------------------------------------------- |
| 2024-2025 | 3ª Federación | -      | -    | El 4 de mayo de 2024 se funda el Real Club Celta de Vigo Femenino |